# مقاطعة بيوتي (يوتا)
مقاطعة بيوتي (بالإنجليزية: Piute County)‏ هي إحدى مقاطعات ولاية يوتا في الولايات المتحدة الأمريكية.